# Gongbusaurus
Gongbusaurus este un gen de dinozauri care au trăit acum aproximativ 160 - 155 de milioane de ani în urmă, la sfârșitul Jurasicului. A fost fie un hypsilophodont, sau un derivat ornithischian. Avea aproximativ 1,3 - 1,5 metri lungime.